# Alessio Arduini
Alessio Arduini (Desenzano del Garda, 1987 ...) è un baritono italiano.

## Biografia
Arduini si interessa al mondo dell'opera a 15 anni circa. Si dedica parallelamente agli studi di Ingegneria e al canto con il maestro Vincenzo Rose.  Nel 2010 vince il premio della Fondazione Lina Aimaro Bertasi e debutta come protagonista nel Don Giovanni di Mozart presso il Teatro Sociale di Como, teatro in cui ritorna in qualità di Conte d'Almaviva in Le nozze di Figaro. Tra i primi ruoli interpretati ci sono dunque Don Giovanni al Teatro Comunale di Bologna e al Teatro Petruzzelli di Bari, Riccardo  ne I puritani di Bellini al Teatro Ponchielli in Cremona, Guglielmo in Così fan tutte di Mozart al Teatro Regio di Torino e al Teatro La Fenice di Venezia.
Nell'estate del 2012 Alessio Arduini fa il suo debutto al Salzburger Festspiele e qui canta - accanto ad Anna Netrebko e Piotr Beczała – nel ruolo di Schaunard de La bohème pucciniana nel Großen Festspielhaus. Nel 2014 è invitato nuovamente a Salisburgo per ricoprire il ruolo di Masetto del Don Giovanni. Nel 2015, questa volta per l'Salzburger Osterfestspielen – sotto la direzione del Maestro Christian Thielemann – canta Silvio in  Pagliacci di Leoncavallo.
Nell'autunno del 2012 Alessio Arduini entra a far parte dell'Ensemble del Wiener Staatsoper. Qui canta nei ruoli mozartiani di Masetto, Leporello, Guglielmo e Publio in La clemenza di Tito, ma anche come ospite dell'Opera di Muskat nella parte del protagonista de Le nozze di Figaro, e poi ancora Schaunard e Marcello in La Bohème, come anche in personaggi più comici come: Belcore in L’elisir d’amore, Dandini in La Cenerentola e per la nuova produzione dell'aprile 2015 canta Malatesta in Don Pasquale. nell'autunno 2013 debutta come Guglielmo al Bayerischen Staatsoper di Monaco, è ospite ancora una volta presso il Teatro La Fenice (come Guglielmo e Don Giovanni), al Royal Opera House Covent Garden di Londra e al Metropolitan Opera a New York (come Schaunard) e al Teatro alla Scala (come Silvano in Un ballo in maschera). Nell'estate 2015 debutta anche a Roma alle Terme di Caracalla (come Schaunard e Sharpless) e all'Opéra National de Paris (come Leporello). Nel febbraio 2016 è di nuovo a Parigi per interpretare Figaro nel Barbiere di Siviglia.

## DVD
- Puccini: La Bohème (Salzburg Festival, 2012) - Daniele Gatti, Anna Netrebko, Piotr Beczala, Nino Machaidze, Massimo Cavalletti - Deutsche Grammophone
- Puccini: La fanciulla del west (Wiener Staatsoper, 2015) - Franz Welser-Möst, Marco Arturo Marelli, Jonas Kaufmann, Nina Stemme - Sony Classical
- Mozart: Don Giovanni (Salzburg Festival) - Christoph Eschenbach, Anett Fritsch, Ildebrando D'Arcangelo, Lenneke Ruiten - Classica
- Leoncavallo: Pagliacci (Salzburg Festival, 2016) - Christian Thielemann, Jonas Kaufmann, Maria Agresta, Dimitri Platanias - Sony